# 钱家铭
钱家铭（1930年1月—2016年5月11日），男，原籍浙江湖州，生于上海，中华人民共和国政治人物。

## 生平
1956年7月，加入中国共产党。1951年7月毕业于上海交通大学工业管理工程系。先后在上海亚细亚钢铁厂、上海冶金机修总厂、上海市冶金局计划处工作。1965年5月，在江西钢厂工作，先后担任科长、副厂长、厂长。1982年12月，任中共江西省委常委、省经贸委主任。1985年7月，任江西省人民政府副省长。1991年1月，任江西省人大常委会副主任。1993年1月，从领导岗位退下来。2000年7月，退休。2016年5月11日上午8时50分，在上海逝世。